# 小行星9758
小行星9758（9758 Dainty）是一颗绕太阳运转的小行星，为主小行星带小行星。该小行星于1991年4月13日发现。
小行星9758以英國光學物理學家約翰·克里斯多夫‧丹蒂（John Christopher Dainty）命名。

## 轨道参数
小行星9758的轨道半长轴为2.7419318 UA，离心率为0.223。